# 所さんのニッポンの出番!
『所さんのニッポンの出番!』（ところさんのニッポンのでばん、英称：REDISCOVER JAPAN）は、TBS系列で2014年10月21日から2016年9月13日まで毎週火曜日の19:00 - 19:56（JST）に放送された日本の教養バラエティ番組。司会を務める所ジョージの冠番組。全70回。初回放送は19:00-20:57（JST）の2時間スペシャルとして放送。

## 概要
同番組は、2013年10月27日の『スパニチ!!』枠と2014年4月22日の過去に2回、単発の特別番組として放送され、好評だったことから2014年10月21日からレギュラー番組として放送されることが決定した。所ジョージのTBSでのレギュラー番組出演は、深夜番組『所萬遊記』（2005年〜2006年）以来8年ぶりで、同局のゴールデンタイム・プライムタイムに限れば『所さんの20世紀解体新書』（1997年〜1998年）以来16年ぶりとなる。
番組内容は、世界各国から見た日本の「誇り」や「底力」を様々な角度から検証し、日本人が気付かないこと、日本人が忘れてしまっていることを、歴史をひも解きながら、また外国人有識者の意見などから再認識していくというもの。
番組セットは「日の丸」をイメージしており、出演者のテーブルは「日の丸」の中央の「赤」を模している。
人気コーナー「NIPPONレポート ソフィ/クララの出番」ではレポーターは演出上、英語で取材するが、彼女たちは日本語を理解し、話すこともできる。
2016年9月13日をもって終了。

## 出演者

### 司会
- 所ジョージ

### 進行
- 小林由未子（TBSアナウンサー） - パイロット版は枡田絵理奈（TBSアナウンサー）が担当。

### レギュラーパネラー
- ビビる大木 - 前番組『「それってどんなヒト?」捜査バラエティ Gメン99』から続投。
- 中丸雄一（KAT-TUN） - 開始当初レギュラーを務めていた田口淳之介の脱退・退所に伴い、2016年4月5日から出演（就任前に1回出演）。
- ソフィ - NIPPONレポート ソフィの出番でリポーターを担当。
- クララ - NIPPONレポート クララの出番でリポーターを担当。

### ゲストパネラー
コメンテーター的役割で出演し、各回1名が出演。
- 齋藤孝（明治大学文学部教授）
- 磯田道史（歴史学者、国際日本文化研究センター准教授）
- 筒井康隆（作家）

## 過去の出演者

### レギュラーパネラー
- 田口淳之介（KAT-TUN） - KAT-TUNの脱退とジャニーズ事務所退所のため、2016年3月15日をもって降板。

### コーナーレギュラー
- 木下隆行（TKO） - コーナー「キノシタ探偵社」出演（パイロット版）
- ノエミ - NIPPONレポート ノエミの出番でリポーターを担当。

## スタッフ

### レギュラー版（最終回時点）
- ナレーション：立木文彦
- 総合構成：古井知克（以前は構成担当）
- 構成：堀田延、上野耕平、江戸川ダビ夫、古林壮太
- ロケ技術
  - CAM：塚本達郎、嶋田佳代子、土谷三代
  - VE：安澤貴幸、福原豊、石井徹
- スタジオ技術
  - TM：榎芳栄
  - TD/SW：柳田智明（以前はCAM）
  - MIX：朝日拓郎
  - LD：篠原秀樹
  - EVS：南原光三
- EED：鈴木建介
- MA：坪井翔太
- 音効：PLAY SOUND
- TK：葛貫明子
- 技術協力：ザ・チューブ、共同テレビジョン、ヒートワン、テックサービス、写楽、インテック、EDCプロダクション
- 美術
  - 美術プロデュース：太田卓志
  - 美術デザイナー：中村嘉邦
  - 美術制作：鈴木直美
  - 装置：佐藤恵美
  - 操作：田村勝行
  - 電飾：井合友美
  - 装飾：深山健太郎
  - 植木装飾：猿山利昭
  - 衣装：横尾毅
  - 持道具：宮路かすみ
  - 化粧：荒川留(瑠)美
- CG制作：ぴーたん、ソイビーンズ・アンドライズ
- コーディネーター：中村英里、GPA
- フードコーディネーター：あまこようこ
- 宣伝：小山陽介
- 編成：石橋孝之
- リサーチ：菅将仁、前田香苗、岩間丈倫、中原太一
- デスク：堀江知里、髙橋杏子
- 制作進行：鈴木彩香（以前はデスク）
- AP：古川愛、磯田今日子、森川千里
- ディレクター：川崎敬、日下真行、熊田明弘、田村容子、根本太郎、小木曽由衣、松延由子、井出和生、辰巳洋平、川島稔、後河佑宣、菅野智、山田剛司、渡辺知明、黒川和樹、植木一実、見崎陽亮、田頭悟、山田佳南子、温井里恵、流郷敏隆、川島優子、山内学、元藤稔
- チーフディレクター：高岡猛（以前はディレクター）、横森あつし、袰川斉、首藤光典
- 総合演出：石黒光典（以前はチーフディレクター）
- 協力プロデューサー：麻生邦浩
- 企画プロデューサー：中尾幸男、山本三四郎
- プロデューサー：坂田栄治、磯貝美佐子、山後勝英
- 協力：極東電視台、えむき
- 制作協力：JUMP、テレパック
- 製作著作：TBS

### 過去のスタッフ
- ナレーション：乱一世、バッキー木場、篠原まさのり、阿井りんな、阪井あかね
- 監修：飛田良文、江利川春雄、川名好裕
- 構成：古賀文恵
- CAM：廣岡達之、中島文章
- VE：朝日拓郎、野上正樹、青木孝憲
- TM：荒木健一、丹野至之
- TD/SW：山田賢司
- LD：中川清志
- EED：安川修平
- 美術プロデュース：東立
- 衣装：小田川悦子
- 編成：保津章二、高山暢比古、韓哲
- デスク：十枝内かおり
- 制作進行：古賀将之
- チーフディレクター：渡邉りょう
- 総合演出：芦田政和
- プロデューサー：高田功一、前田幸壱
- 協力：日経映像

### パイロット版
- 監修：江利川春雄、吉田昌平、飛田良文
- ナレーション：篠原まさのり、小林克也、乱一世、阪井あかね
- 構成：古井知克、堀田延
- ロケ技術
  - CAM：橋本俊令、中村公俊、岡田栄
  - VE：小倉正己、佐藤憲一
- スタジオ技術
  - TD：小笠原朋樹
  - CAM：山本竜也
  - VE：鈴木昭平
  - LD：中川清志
  - MIX：浜崎健
- EED：横山良一
- MA：坪井翔太
- 音効：久坂惠紹、宮本大生
- TK：北爪美和
- 技術協力：ザ・チューブ、ヒートワン、共同テレビジョン、写楽、戯音工房
- 美術
  - 美術プロデュース：東 立
  - デザイン：坂根洋子
  - 美術制作：鈴木直美
  - 装置：佐藤恵美
  - 操作：田村勝行
  - 電飾：大平絵梨香
  - 植木装飾：猿山利昭
  - 化粧：遠藤敏子
- CG制作：ぴーたん、早瀬瑠璃
- 編成：高山暢比古
- リサーチ：菅将仁、世良知之
- AD：福田太也、光輝MISAWA、十枝内かおり、藪蛇じろう
- AP：沢口恵美
- ディレクター：熊田明弘、田村容子、根本太郎、藤保修一
- 総合演出：芦田政和
- 企画プロデューサー：中尾幸男、山本三四郎
- プロデューサー：石橋孝之、坂田栄治、磯貝美佐子
- 制作協力：JUMP、テレパック
- 製作著作：TBS

## ネット局と放送時間
| 放送対象地域  | 放送局                    | 系列    | 放送日時           | 遅れ       |
| ------------- | ------------------------- | ------- | ------------------ | ---------- |
| 関東広域圏    | TBSテレビ（TBS）          | TBS系列 | 火曜 19:00 - 19:56 | 制作局     |
| 北海道        | 北海道放送（HBC）         | TBS系列 | 火曜 19:00 - 19:56 | 同時ネット |
| 青森県        | 青森テレビ（ATV）         | TBS系列 | 火曜 19:00 - 19:56 | 同時ネット |
| 岩手県        | IBC岩手放送（IBC）        | TBS系列 | 火曜 19:00 - 19:56 | 同時ネット |
| 宮城県        | 東北放送（TBC）           | TBS系列 | 火曜 19:00 - 19:56 | 同時ネット |
| 山形県        | テレビユー山形（TUY）     | TBS系列 | 火曜 19:00 - 19:56 | 同時ネット |
| 福島県        | テレビユー福島（TUF）     | TBS系列 | 火曜 19:00 - 19:56 | 同時ネット |
| 山梨県        | テレビ山梨（UTY）         | TBS系列 | 火曜 19:00 - 19:56 | 同時ネット |
| 新潟県        | 新潟放送（BSN）           | TBS系列 | 火曜 19:00 - 19:56 | 同時ネット |
| 長野県        | 信越放送（SBC）           | TBS系列 | 火曜 19:00 - 19:56 | 同時ネット |
| 静岡県        | 静岡放送（SBS）           | TBS系列 | 火曜 19:00 - 19:56 | 同時ネット |
| 富山県        | チューリップテレビ（TUT） | TBS系列 | 火曜 19:00 - 19:56 | 同時ネット |
| 石川県        | 北陸放送（MRO）           | TBS系列 | 火曜 19:00 - 19:56 | 同時ネット |
| 中京広域圏    | CBCテレビ（CBC）          | TBS系列 | 火曜 19:00 - 19:56 | 同時ネット |
| 近畿広域圏    | 毎日放送（MBS）           | TBS系列 | 火曜 19:00 - 19:56 | 同時ネット |
| 鳥取県 島根県 | 山陰放送（BSS）           | TBS系列 | 火曜 19:00 - 19:56 | 同時ネット |
| 岡山県 香川県 | 山陽放送（RSK）           | TBS系列 | 火曜 19:00 - 19:56 | 同時ネット |
| 広島県        | 中国放送（RCC）           | TBS系列 | 火曜 19:00 - 19:56 | 同時ネット |
| 山口県        | テレビ山口（tys）         | TBS系列 | 火曜 19:00 - 19:56 | 同時ネット |
| 愛媛県        | あいテレビ（itv）         | TBS系列 | 火曜 19:00 - 19:56 | 同時ネット |
| 高知県        | テレビ高知（KUTV）        | TBS系列 | 火曜 19:00 - 19:56 | 同時ネット |
| 福岡県        | RKB毎日放送（rkb）        | TBS系列 | 火曜 19:00 - 19:56 | 同時ネット |
| 長崎県        | 長崎放送（NBC）           | TBS系列 | 火曜 19:00 - 19:56 | 同時ネット |
| 熊本県        | 熊本放送（RKK）           | TBS系列 | 火曜 19:00 - 19:56 | 同時ネット |
| 大分県        | 大分放送（OBS）           | TBS系列 | 火曜 19:00 - 19:56 | 同時ネット |
| 宮崎県        | 宮崎放送（mrt）           | TBS系列 | 火曜 19:00 - 19:56 | 同時ネット |
| 鹿児島県      | 南日本放送（MBC）         | TBS系列 | 火曜 19:00 - 19:56 | 同時ネット |
| 沖縄県        | 琉球放送（RBC）           | TBS系列 | 火曜 19:00 - 19:56 | 同時ネット |

## 備考
- 2015年4月14日は、当初『侍プロ野球2015「DeNA×巨人」』を放送のため、休止となる予定であったが、雨天により中止となったため、急遽20時台の『世界の日本人妻は見た!』とともに放送された。ただし、北海道放送、CBCテレビ、毎日放送は野球中継を行ったため後日に振替放送[6]。
- 2016年9月13日の最終回は、CBCテレビのみ『燃えよドラゴンズ2016「中日VS巨人」』を放送のため、同年9月17日の14:30 - 16:24に振替放送。